# Bélesi-víztározó
A Bélesi-víztározó mesterséges tó Romániában, Kolozs megyében. Elsődlegesen vízerőmű működtetésére és árvizek megelőzésére épült, de idegenforgalmi célpontként is szolgál.

## Elhelyezkedése
Kolozs megye északi részén található, Jósikafalva község területén, 990 méter tengerszint feletti magasságon. Keleten a Gyalui-havasok, nyugaton a Vlegyásza-hegység, délen az Öreghavas határolja.

## Leírása
Az 1970 és 1974 között épült gát a Meleg-Szamos vizét tartja vissza. Területe 9,8 négyzetkilométer, és 225 millió köbméter víz tárolására képes. Alatta nyugszik a hajdani Jósikafalva (románul Beliş), ahonnan a korábban ott lakó családokat felköltöztették a dombra. Az Urmánczy János támogatásával 1913-ban építtetett katolikus templom aszályos időszakokban kilátszik a tóból. A tónak két ága van, 7 illetve 2 kilométer hosszúak. A tó vizét egy 8,475 kilométer hosszú alagút a havasnagyfalui vízierőmű turbinájához vezeti.
A tó bal partján található Beliş-Fântânele üdülőtelep, amelyet a tó 1977-es üzembe helyezése után alakítottak ki az építőmunkások szállásaiból.

## Élővilága
A tóban sügér, fejes domolykó, vörösszárnyú keszeg, márna, pisztráng él.